# 宙組
宙組（日语：／ Sōra-gūmi）是寶塚歌劇團第5組。組的代表色為紫色。

## 組的歷史與特色
1998年1月1日新成立的組，組名是用公開募集的方式決定。由於老舊的東京寶塚劇場再建，為了實現整年在專用的劇場裡公演的目的而新設的一組。為五組中最年輕的一組。宙组成立的时候，从当时的其他各组中選拔了一部份人成立本组。
是自星組後睽違65年所新設的最年輕的一組，目前的5組體制始於此時。

## 宙組主要成員
- 該組的現任主演男役桜木みなと、現任主演娘役春乃さくら
- 二番手男役水美舞斗。
- 現任組長松風輝、副組長秋奈るい。
- 其他主要組員有天彩峰里、鷹翔千空、風色日向、亜音有星、きよら羽龍、山吹ひばり、大路りせ、泉堂成、美星帆那、風羽咲季、奈央麗斗、花戀こまち等（2025年8月現狀）

## 歷代主演男役
- 姿月あさと（1998年1月1日～2000年5月7日）
- 和央ようか（2000年5月8日～2006年7月2日）
- 貴城けい（2006年7月3日～2007年2月12日）
- 大和悠河（2007年2月13日～2009年7月5日）
- 大空祐飛（2009年7月6日～2012年7月1日）
- 凰稀かなめ（2012年7月2日～2015年2月15日）
- 朝夏まなと（2015年2月16日～2017年11月19日 ）
- 真風凉帆（2017年11月20日～2023年6月11日 ）
- 芹香斗亞（2023年6月12日～2025年4月27日）
- 桜木みなと（2025年4月28日～）

## 歴代主演娘役
- 花總まり（1998年1月1日～2006年7月2日）
- 紫城るい（2006年7月3日～2007年2月12日）
- 陽月華（2007年2月13日～2009年7月5日）
- 野々すみ花（2009年7月6日~2012年7月1日）
- 実咲凜音（2012年7月2日～2017年4月30日）
- 沒有固定主演娘役（2017年5月1日～2017年11月19日）
- 星風まどか（2017年11月20日~2021年2月21日)
- 潤花（2021年2月22日～2023年6月11日）
- 春乃櫻（2023年6月12日～）

## 歷代組長
- 大峯麻友（1998年1月1日～2002年3月24日）
- 出雲綾（2002年3月25日～2005年4月3日）
- 美郷真也（2005年4月4日～2008年5月18日）
- 寿つかさ（2008年5月19日～2023年6月11日）
- 松風輝（2023年6月12日～）

## 歷代副組長
- 出雲綾（1998年～2002年）
- 貴柳みどり（2002年～2005年）
- 寿つかさ（2005年～2008年）
- 鈴奈沙也（2008年～2014年）
- 美風舞良（2014年～2021年）
- 松風輝（2021年5月11日～2023年6月11日）
- 秋奈るい（2023年6月12日～）

## 其他

### 宙組出身在他組擔任主演者
男役
- 早霧せいな（元雪組トップ男役，2017年退團）

娘役
- 遠野あすか （前星組トップ娘役，2009年退團）
- 花乃まりあ （前花組トップ娘役，2017年退團）
- 星風まどか （前宙組、花組トップ娘役，2024年退團）
- 夢白あや （現雪組トップ娘役）

### 宙組出身的OG
- 南城ひかり（2001年退團）
- 久路あかり（2002年退團）
- 和音美桜（2008年退團）
- 七帆ひかる（2009年退團）
- 美羽あさひ（2009年退團）
- 花影アリス（2010年退團）
- 藤咲えり（2012年退團）
- 悠未ひろ（2013年退團）
- 蓮水ゆうや（2014年退團）
- すみれ乃麗（2014年退團）
- 十輝いりす（2016年退團）
- 伶美うらら（2017年退團）
- 澄輝さやと（2019年退團）
- 七海ひろき（2019年退團）
- 蒼羽りく（2019年退團）
- 遙羽らら（2021年退團）
- 留依蒔世（2022年退團）
- 和希そら（2024年退團）
- 愛月ひかる（2021年退團）

## 外部連結
- 寶塚歌劇團 宙組（页面存档备份，存于）
- 寶塚歌劇團中文公式網頁（页面存档备份，存于）
- 寶塚歌劇團公式網頁（页面存档备份，存于）（日語）